# Wassili Dmitrijewitsch Bokarew
Wassili Dmitrijewitsch Bokarew (russisch Василий Дмитриевич Бокарев; * 10. April 1904 in Moskau; † 8. August 1966) war ein sowjetischer Theater- und Film-Schauspieler.

## Leben und Theaterlaufbahn
Wassili Bokarew stammte aus Moskau. Sein Vater († 1940) arbeitete für das Handelsunternehmen Perlow, die Mutter († 20. Mai 1942) war Hausfrau. Er besuchte eine Handelsschule und arbeitete ab 1921 in der Haushaltsabteilung des Moskauer Stadtsowjets. Später war er als Controller für die Staatliche Versicherungsgesellschaft tätig.
Im August 1925 begann Bokarew eine Ausbildung an der Moskauer Filmschule und beendete selbige im Jahr 1930. Von 1938 bis 1940 leitete er Amateuraufführungen an einer NKWD-Schule, dabei entstanden u. a. Inszenierungen von Alexei Arbusows Der weite Weg und Wiktor Michailowitsch Gusews Славa (Slawa). Nach Ausbruch des Deutsch-Sowjetischen Krieges erhielt er eine Stelle als Dreher im Werk Красная труба (Krasnaja truba), aufgrund der Erkrankung seiner Mutter verließ er jedoch Moskau und kümmerte sich bis zu ihrem Tod um sie. Danach war Bokarew als Leiter des Gemeindesowjets von Mamonow tätig und wurde 1942 zur Roten Armee eingezogen. Zunächst inszenierte er als Reservist Bühnenprogramme, die Aufführung von Konstantin Simonows Русские люди (Russkije ljudi) wurde sogar vom Präsidium des Obersten Sowjets der Tschuwaschischen ASSR prämiert. Im September 1944 wurde Bokarew dem chemischen Bataillon der Militäreinheit 20640 zugewiesen. Er nahm an der Befreiung Warschaus sowie der Schlacht um Berlin teil.
Nach der Demobilisierung im Oktober 1945 schloss sich Bokarew dem Staatstheater der Kinodarsteller an. Zu den bekanntesten Stücken unter seiner Beteiligung zählen Armut ist kein Laster von Alexander Ostrowski, Дети Ванюшина (Deti Wanjuschina) von Sergei Alexandrowitsch Naidjonow, Die junge Garde nach Alexander Fadejews gleichnamigem Roman, Нахлебник (Nachlebnik) von Iwan Turgenew, Флаг адмирала (Flag admirala) von Alexander Petrowitsch Stein, Flattergeist nach Anton Tschechows Kurzgeschichte und Das Mandat von Nikolai Erdman. Neben seiner Bühnentätigkeit war er in der Öffentlichkeitsarbeit tätig und gehörte dem Theaterkomitee an.
Bokarew hatte sich bis zu diesem Zeitpunkt einen guten Ruf als Schauspieler erarbeitet, der aber infolge seines Alkoholismus zunehmenden litt. Da er u. a. mehrfach betrunken an seinem Arbeitsplatz erschien, wurde ihm im Juni 1953 gekündigt. Nach einer Entziehungskur erhielt er im Dezember desselben Jahres seine Stelle zurück, wurde aber aufgrund eines Rückfalls im Juni 1959 erneut entlassen. Nach fast 2-jähriger Arbeitslosigkeit erhielt Bokarew im April 1961 einen Arbeitsvertrag beim Filmstudio „M. Gorki“. Im April 1964 ging er in den Ruhestand.
Wassili Bokarew war verheiratet, die Ehe blieb jedoch kinderlos. Er starb 62-jährig im Sommer 1966.

## Filmlaufbahn
1926 war Bokarew erstmals im Film zu sehen, sein Debüt gab er in dem ein Jahr zuvor produzierten mystischen Drama Медвежья свадьба (Medweschja swadba) nach einem Stück von Anatoli Lunatscharski. Noch im selben Jahr folgte der Historienfilm Крылья холопа (Krylja cholopa). Weitere nennenswerte Rollen bis Kriegsbeginn gab Bokarew in der deutsch-sowjetischen Coproduktion Salamander (1928) und in Моряки защищают Родину (Morjaki saschtschischtschajut Rodinu, 1932). In dieser Zeit trat er für verschiedene Filmstudios vor die Kamera, war nach dem Krieg aber häufig für Mosfilm tätig. Seine wichtigsten Nachkriegsrollen gab er u. a. in Пржевальский (Prschewalski), Mainacht (beide 1952), Im Eismeer verschollen (1954) und Auferstehung (1960). Mit dem Wehrmachtsoffizier Brückner in Die junge Garde (1949) und dem Bryndin in Die Grille (1955) verkörperte Bokarew vor der Kamera auch zwei Rollen, die er bereits am Theater gespielt hatte. In dem Kurzfilm Переполох (Perepoloch, 1954), einer weiteren Tschechow-Adaption, war er als Arzt zu sehen. Seinen Abschied gab der Moskauer 1962 im dritten Teil der Filmreihe Мы вас любим (My was ljubim).
Bokarew trat, stets als Nebendarsteller, in insgesamt 53 Filmen auf. Aufgrund seines aristokratisch wirkenden Äußeren war er v. a. auf die Rollen von Militärangehörigen, Amtspersonen und Medizinern abonniert.

## Ehrungen
Für seine Verdienste in der Roten Armee erhielt Bokarew am 12. April 1945 den Orden des Roten Sterns (Nr. 12). Er war außerdem Träger der Medaille „Für die Befreiung Warschaus“, der Medaille „Für die Einnahme Berlins“ und der Medaille „Sieg über Deutschland“.

## Filmografie (Auswahl)
- 1926: Iwan der Schreckliche (Krylja cholopa)
- 1927: Der Kuß von Mary Pickford (Pozelui Meri Pikford)
- 1929: Salamander (Salamandra)
- 1940: Der erste Präsident (Jakow Swerdlow)
- 1947: Der Weg zum K.O. (Perwaja pertschatka)
- 1947: Kreuzer Warjag (Kreiser „Warjag“)
- 1947: Frühling (Wesna)
- 1948: Es begann im blauen Expreß (Pojesd idjot na wostok)
- 1948: Die junge Garde (Molodaja gwardija)
- 1949: Kubankosaken (Kubanskije kasaki)
- 1952: Sadkos Abenteuer (Sadko)
- 1952: Mainacht (Maiskaja notsch, ili utoplenija)
- 1954: Im Eismeer verschollen (More studjonoje)
- 1955: Die Grille (Poprygunja)
- 1957: Frühe Freuden (Perwyje radosti)
- 1957: Der Ringer und der Clown (Borez i kloun)
- 1958: Der Idiot (Nastassja Filippowna)
- 1960: Die Fahrt führt nach Le Havre (Mitschman Panin)
- 1960: Auferstehung (Woskresenije)